# وانغ كاي (لاعب كرة قدم)
وانغ كاي (بالصينية: 王凯) (18 يناير 1989 في الصين - ) هو لاعب كرة قدم صيني في مركز الوسط. لعب مع جيجيانغ غرينتاون وHangzhou Sanchao F.C. ‏.

## وصلات خارجية
- وانغ كاي (لاعب كرة قدم) على موقع قاعدة بيانات كرة القدم.إي يو (الإنجليزية)
- وانغ كاي (لاعب كرة قدم) على موقع Soccerway.com (الإنجليزية)